# 松平忠敬
松平 忠敬（まつだいら ただのり）は、武蔵国忍藩第5代（最後）の藩主。従三位。のち子爵。奥平松平家13代。

## 略歴
安政2年（1855年）7月14日、出羽国米沢藩主・上杉斉憲の六男として誕生した。幼名は篤之助。母は松平頼恕の娘。妻は伏見宮邦家親王の十二女・貴子（節宮）。子は松平忠寿（長男）。官位は従三位。
明治2年（1869年）4月、先代藩主・忠誠の養嗣子となる。同年8月19日、忠誠の死去により家督を継ぎ知藩事に就任した。同年8月24日、従五位に叙任する。その後、藩政改革を行なう。明治4年（1871年）7月の廃藩置県で免官されて東京へ移る。
明治5年（1872年）1月、明治政府からイギリス渡航の許可を得る。当初は2年間の自費留学の予定であった。明治7年（1874年）2月、イギリスへの滞在延長を願い出ている。第三十二国立銀行設立初期の1879年には頭取の平瀬亀之助に次ぐ大口株主であったが、1882年には同行より貸付金未返済の訴えを起こされ、裁判沙汰となる。
明治17年（1884年）1月、滋賀県御用掛に就任する。同年7月、子爵となる。しかし、旧藩士の不正事件などがあってその地位を追われ、故郷の米沢に戻って中学校教師を務めた。明治28年（1895年）に東京へ戻り、大正8年（1919年）11月15日に死去。享年65。墓所は東京都台東区谷中の天眼寺。

## 家族
- 父：上杉斉憲（1820 - 1889）- 出羽米沢藩12代藩主。
- 母：郁姫（1828 -1862）- 松平頼恕の娘。
- 養父：松平忠誠（1840 - 1869）- 武蔵忍藩4代藩主。
- 正室：貴子女王（1857 - 1919）- 幼称は節宮。伏見宮邦家親王の十二王女。
  - 長男：忠寿（1882 - 1982）- 生母は貴子。
  - 次男：久松定省（1886 - 1923）- 旧名は松平忠嗣。久松勝成の子・定靖の養子。子に定志。[2]